# Buma-Stemra
Buma-Stemra (ou Buma/Stemra) est un organisme privé néerlandais de gestion des droits d'auteur. Il est le fruit du regroupement de Buma (fondé en 1913) et Stemra (fondé end 1936), sociétés de gestion du droit d'exécution et du droit de reproduction mécanique. Buma-Stemra compte environ 250 salariés et est basé à Hoofddorp, au sud-ouest d'Amsterdam.